# Richie Kotzen (album)
Richie Kotzen è il primo album in studio del chitarrista statunitense Richie Kotzen, pubblicato nel 1989.

## Tracce
Musiche di Richie Kotzen.
1. Squeeze Play – 4:38
2. Strut It – 4:10
3. Unsafe at Any Speed – 3:15
4. Rat Trap – 4:31
5. Cryptic Script – 3:57
6. Plaid Plesiosaur – 4:16
7. Spider Legs – 5:50
8. Jocose Jenny – 4:31
9. Noblesse Oblige – 5:04

## Formazione
Musicisti
- Richie Kotzen – chitarra, tastiere
- Stuart Hamm – basso
- Steve Smith – batteria

Produzione
- Jason Becker, Mike Varney – produzione
- Tori Swenson – ingegneria del suono, missaggio
- George Horn – mastering